# 놀런 라이언
린 놀런 라이언 주니어(Lynn Nolan Ryan, Jr., 1947년 1월 31일 ~ )는 미국의 전 메이저 리그 선수(투수)이자, 전 텍사스 레인저스의 구단주, CEO이다. "라이언 익스프레스" (Ryan Express)라는 별명을 가지고 있었다. 1966년부터 1993년까지 27년 동안 뉴욕 메츠, 캘리포니아 에인절스, 휴스턴 애스트로스, 텍사스 레인저스에서 활동했으며 1999년 미국 야구 명예의 전당에 98.79%의 득표율로 이름을 올렸다.
메이저 리그 통산 324승(318선발승) 292패와 3.19의 평균 자책점을 기록하였다. 또, 올스타전에 8번 출장하였으며, 메이저 리그 최다 탈삼진 수인 통산 5,714개의 탈삼진을 기록하였다. 또한 통산 7회의 노히트 노런을 기록하기도 하였다.

## 어린 시절
텍사스주 레푸지오에서 린 놀런 라이언 시니어와 마사 리 핸콕 라이언에게 태어났다. 그들의 최연소 자식이 태어난지 6주 후, 라이언의 가족은 휴스턴 교외의 조용한 지역 앨빈으로 이주하였다. 라이언은 어린이로서 사냥과 목장 경영을 위한 애정을 개발하고 몇년간 지방 신문 "휴스턴 포스트"의 배달하는 일을 하였다.
라이언은 또한 야구를 위한 애정을 개발하기도 하였다. 그는 9세의 나이에 앨빈 리틀 리그에서 활약하기 시작하여 무안타를 치고 2회의 올스타 팀으로 이루면서 오는 실질의 취향을 마련하였다. 앨빈 고등학교에서 대학 팀에 가입한 때로 봐서 그는 이미 자신의 유다른 팔의 힘으로 알려졌다. 그의 몹시 뜨거운 패스트볼은 뉴욕 메츠의 스카우트 레드 머프의 주의를 잡고 라이언은 결국 메이저 리그 베이스볼의 1965년 아마추어 드래프트의 12번째 라운드에서 선택되었다.

## 라이언 익스프레스
라이언은 버지니아주 매리언에서 애펄레이치언 루키 리그에 자신의 프로 경력을 시작하였다. 그는 자신이 아직도 부당한 재능을 가진 것을 논증하였어도 1966년 메이저 리그 팀과 함께 2개의 경기에서 자신이 2개의 경기에 나올 수 있던 점으로 리그 기구에 인상을 주었다. 1967년 라이언은 자신이 6개월간 예비군에 복무하고 팔의 부상과 야구 시즌의 대부분을 위하여 벤치에 앉아있으면서 의미있는 진보를 이루는 데 실패하였다.
정식으로 메이저 리그에 돌아온 라이언은 1968년 완고한 3.09의 방어율을 공표하였다. 이듬해 월드 시리즈에서 그는 3번째 경기에서 자신의 화려한 구원 투수 활약과 함께 메츠가 우승 후보로 보이던 볼티모어 오리올스를 꺾는 데 도움을 주었다. 그는 자신의 패스트볼의 속력으로 뉴욕의 대중매체에 의하여 "라이언 익스프레스"라는 별명을 얻었다.

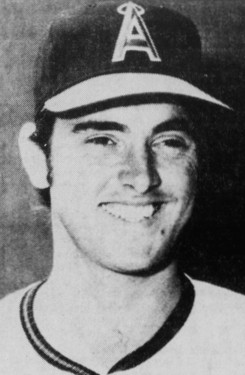
1972년의 라이언

자신의 압도적인 가능성에 불구하고 라이언은 자신의 투구들을 지배하는 데 분투하였고, 그는 1971년 12월 캘리포니아 에인절스로 이적되었다. 그 일은 에인절스의 투수 코치 톰 모건의 지도 아래 그의 발전을 친 젊은 우완 투수를 위한 경력 변화 운동이었다. 라이언은 1972년 19개의 우승, 2.28의 방어율과 329개의 놀랄 만한 스트라이크아웃을 기록하여 11번의 처음에서 그는 그 분야에서 자신의 리그를 지도하였다. 이듬해 그는 2개의 무안타를 치고 메이저 리그 기록 383개의 스트라이크아웃과 함께 끝내며 하나의 차이로 자신의 우상 샌디 쿠팩스의 이전 특정을 능가하였다.
라이언은 아직도 현저하게 열광적이었으며 그는 8회의 4구에 의한 출루와 6회의 열광적 투구들에서 자신의 리그를 이끄는 데 가려고 하였으나 그때로 봐서 타자들을 균형에서 떨어지게 하는 데 날카로운 커브를 갈았다. 더욱 나가서 그의 무시무시한 패스트볼은 그 속력을 평가하는 데 공식적 시도를 자극하였다. 1974년 8월 적외선 레이다는 2번이나 라이언을 한 시간에 100.9 마일을 쟀다. 몇몇의 투수들이 더 높은 속력들을 기록한 이래 측정된 구조들로 변화들과 에인절스는 라이언이 아직도 기록인 한 시간에 107 마일의 상승으로 던진 것을 견적하는 데 이끌었다.

## 기록을 세운 경력

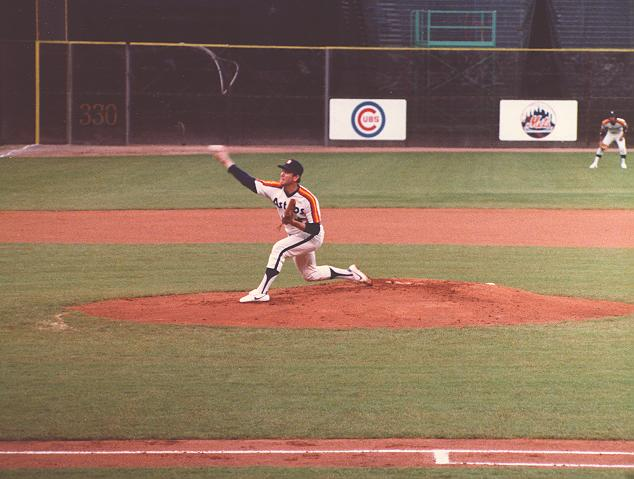
휴스턴 애스트로스 활약 시절

1979년 시즌 이후, 라이언은 한해에 1백만 달러 이상을 버는 데 자신을 첫 메이저 리그 선수로 만든 자신의 고향 팀 휴스턴 애스트로스와 함께 계약을 맺었다. 자신이 그 특이성을 받을 만하는 것에 대한 어떤 의문들이 있는 동안 라이언은 지속적으로 정상의 성공과 유일한 지배적 투수로 증명하였다. 1981년 9월 5번째 무안타 기록과 함께 다시 쿠팩스를 능가하였고 메이저 리그 최고의 1.69 방어율과 함께 파업으로 짧아진 시즌을 끝냈다.
1983년 초순 라이언은 경력의 3509번째 스트라이크아웃을 기록하면서 야구 기록 책들에 또다른 유명한 이름을 전멸하여 20세기 초기의 스타 월터 존슨의 총기록을 그늘지게 하였다.
진보적인 세월들은 라이언의 빛나는 패스트볼에 약간의 효과를 가진 것으로 보였다. 1987년 40세의 나이로 그는 2.76의 방어율과 270개의 스트라이크아웃과 함께 내셔널 리그를 이끌었다. 텍사스 레인저스와 계약을 맺은 후, 그는 1989년 시즌에서 6번째로 300개의 스트라이크아웃을 세웠다. 이듬해 그는 또다른 무안타를 던져 300개의 경력 우승에 도달하는 데 20번째 투수가 되었다. 1991년 그는 자신의 7번째이자 마지막 무안타와 함께 자신의 기록에 추가하였다.
라이언의 팔은 결국 1993년의 말기에 공표되어 메이저 리그 베이스볼의 가장 이야기적인 경력들 중의 하나의 결론을 이루었다. 무안타들과 더불어 라이언은 자신의 5714개의 스트라이크아웃의 기록을 설립하고, 자신이 시작한 773개의 경기들과 27개의 빅 리그 시즌들은 둘다 근대의 시기에서 정상이다. 그는 또한 2795개의 4구에 의한 출루의 예매한 경력 기록과 끝내기도 하였으며, 여러 그밖의 선수들보다 거의 1000개 이상을 가지고 300개의 경기들을 패하는 데 3번째 투수가 되었다.

## 이후의 경력

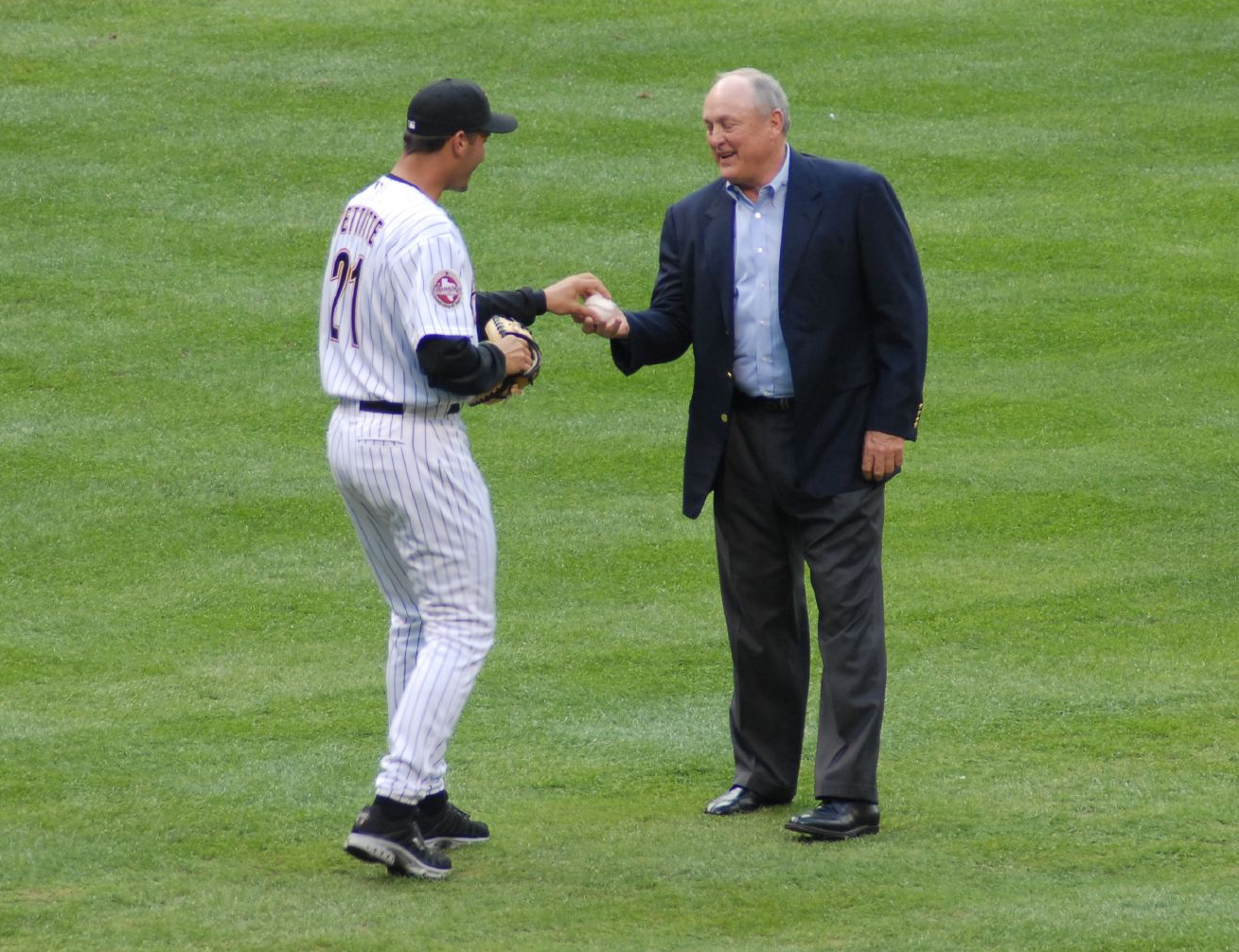
앤디 페티트와 함께

자신의 압도적인 패스트볼과 주목할 만한 장명으로 기억된 라이언은 투표의 98.8 퍼센트와 함께 미국 야구 명예의 전당으로 헌액되었으며, 당시 전당의 역사상 2번째로 가장 높은 퍼센티지이다. 텍사스 레인저스와 휴스턴 애스트로스에서 사용한 등번호 34번, 그리고 캘리포니아 에인절스에서 사용한 등번호 30번은 모두 영구 결번처리되어 있는데, 놀란 라이언의 등번호는 이로써 전 구단 영구 결번으로 처리된 재키 로빈슨(브루클린 다저스, 42번) 다음으로 많은 구단(3개)에서 영구 결번으로 처리된 선수로 남아 있다.
스포츠에 활동으로 남아있던 라이언은 텍사스 레인저스와 휴스턴 애스트로스에 특별 보조인이 되었고, 2개의 마이너 리그 팀들을 매입한 소유 단체를 함께 창립하였다.
2008년 2월에 텍사스 레인저스의 구단주로 취임했다. 2010년 8월 텍사스 레인저스가 레이 데이비스와 밥 심슨의 공동 구단주 체제로 재편되자 구단주에서 CEO로 승진했으며, 2013년 10월 18일에 CEO직에서 은퇴한다는 의사를 밝히고 야구계를 완전히 떠났다. 2014년 특별 보조인으로서 애스트로스에 돌아왔다.

## 개인 생활
야구의 외부에서 그는 놀런 라이언 재단과 쇠고기 브랜드를 착수하였다. 1967년 이래 부인 루스와 결혼하여 3명의 자식들 - 리드, 리즈와 웬디를 두었다. 2명의 아들들은 대학 수준에서 투수로 활약하면서 자신들의 부친의 선례를 따라랐으며, 리드는 후에 애스트로스의 구단주의 지위로 승진하였다.